# Asienmeisterschaften im Fechten 2023
Die Asienmeisterschaften im Fechten 2023 wurden vom 17. bis 22. Juni in Wuxi in der Volksrepublik China ausgetragen. Austragungsort der Wettkämpfe war das Taihu International Expo Center.

## Ergebnisse

### Männer
| Disziplin          | Gold                                                                 | Silber                                                                      | Bronze                                                     | Bronze                                                      |
| ------------------ | -------------------------------------------------------------------- | --------------------------------------------------------------------------- | ---------------------------------------------------------- | ----------------------------------------------------------- |
| Degen Einzel       | Kōki Kanō                                                            | Yu Lefan                                                                    | Kim Jae-won Akira Komata                                   | Kim Jae-won Akira Komata                                    |
| Florett Einzel     | Mo Ziwei                                                             | Ha Tae-gyu                                                                  | Yeung Chi Ka Heo Jun                                       | Yeung Chi Ka Heo Jun                                        |
| Säbel Einzel       | Ali Pakdaman                                                         | Kim Jun-ho                                                                  | Mohammad Rahbari Low Ho Tin                                | Mohammad Rahbari Low Ho Tin                                 |
| Degen Mannschaft   | JapanKōki Kanō Akira Komata Ryū Matsumoto Masaru Yamada              | KasachstanElmir Alimschanow Ruslan Kurbanow Jerlik Sertai Wadim Scharlajmow | SüdkoreaKim Jae-won Kweon Young-jun Ma Se-geon Son Tae-jin | HongkongNicholas Chau Fong Hoi Sun Ho Wai Hang Ng Ho Tin    |
| Florett Mannschaft | JapanKazuki Iimura Kyōsuke Matsuyama Takahiro Shikine Kenta Suzumura | SüdkoreaHa Tae-gyu Heo Jun Im Cheol-woo Lee Kwang-hyun                      | ChinaChen Haiwei Mo Ziwei Xu Jie Zeng Zhaoran              | HongkongCheung Ka Long Ryan Choi Leung Chin Yu Yeung Chi Ka |
| Säbel Mannschaft   | SüdkoreaGu Bon-gil Kim Jung-hwan Kim Jun-ho Oh Sang-uk               | IranFarzad Baher Mohammad Fotouhi Ali Pakdaman Mohammad Rahbari             | ChinaLiang Jianhao Lin Xiao Shen Chenpeng Yan Yinghui      | JapanMao Kokubo Kaito Streets Hayato Tsubo Kento Yoshida    |

### Frauen
| Disziplin          | Gold                                                      | Silber                                                     | Bronze                                                        | Bronze                                                      |
| ------------------ | --------------------------------------------------------- | ---------------------------------------------------------- | ------------------------------------------------------------- | ----------------------------------------------------------- |
| Degen Einzel       | Vivian Kong                                               | Song Se-ra                                                 | Lin Sheng Choi In-jeong                                       | Lin Sheng Choi In-jeong                                     |
| Florett Einzel     | Chen Qingyuan                                             | Sera Azuma                                                 | Shi Yue Amita Berthier                                        | Shi Yue Amita Berthier                                      |
| Säbel Einzel       | Zaynab Dayibekova                                         | Yoon Ji-su                                                 | Yang Hengyu C. A. Bhavani Devi                                | Yang Hengyu C. A. Bhavani Devi                              |
| Degen Mannschaft   | SüdkoreaChoi In-jeong Kang Young-mi Lee Hye-in Song Se-ra | HongkongChan Wai Ling Chu Ka Mong Kaylin Hsieh Vivian Kong | ChinaLin Sheng Sun Yiwen Tang Junyao Zhu Mingye               | JapanHaruna Baba Hana Saitō Nozomi Satō Miho Yoshimura      |
| Florett Mannschaft | JapanSera Azuma Komaki Kikuchi Karin Miyawaki Yūka Ueno   | ChinaCai Yuanting Chen Qingyuan Fu Yiting Huang Qianqian   | HongkongDaphne Chan Valerie Cheng Kuan Yu Ching Sophia Wu     | SingapurAmita Berthier Cheung Kemei Tay Yu Ling Maxine Wong |
| Säbel Mannschaft   | SüdkoreaChoi Se-bin Hong Hae-un Jeon Eun-hye Yoon Ji-su   | ChinaFu Ying Shao Yaqi Yang Hengyu Zhang Xinyi             | JapanMisaki Emura Shihomi Fukushima Seri Ozaki Risa Takashima | HongkongAu Sin Ying Chu Wing Kiu Laren Leung Summer Sit     |

## Medaillenspiegel
| Platz  | Land       | Gold | Silber | Bronze | Gesamt |
| ------ | ---------- | ---- | ------ | ------ | ------ |
| 1      | Japan      | 4    | 1      | 4      | 9      |
| 2      | Südkorea   | 3    | 5      | 4      | 12     |
| 3      | China      | 2    | 3      | 6      | 11     |
| 4      | Hongkong   | 1    | 1      | 6      | 8      |
| 5      | Iran       | 1    | 1      | 1      | 3      |
| 6      | Usbekistan | 1    | —      | —      | 1      |
| 7      | Kasachstan | —    | 1      | —      | 1      |
| 8      | Singapur   | —    | —      | 2      | 2      |
| 9      | Indien     | —    | —      | 1      | 1      |
| Gesamt | Gesamt     | 12   | 12     | 24     | 48     |